# Coupe de France 1927/1928
Jedenáctý ročník Coupe de France (francouzského fotbalového poháru) se konal od 18. září 1927 do 6. května 1928. Celkem turnaj hrálo 336 klubů.
Trofej získal již počtvrté v klubové historii a obhájce trofeje z minulého dvou ročníku Olympique Marseille, který ve finále porazil CA Paris-Charenton 3:1.